# Campeonato Mundial de Rugby M19 División B de 2003
El Campeonato Mundial de Rugby M19 División B de 2003 se disputó en Francia y fue la vigésimo cuarta edición del torneo en categoría M19.

## Resultados

### Dieciseisavos de final
| 9 de abril | Uruguay | 47 - 0 | Hong Kong |  |  |

| 9 de abril | Ucrania | 5 - 13 | Alemania |  |  |

| 9 de abril | Túnez | 32 - 19 | Lituania |  |  |

| 9 de abril | Estados Unidos | 3 - 16 | Bélgica |  |  |

| 9 de abril | Chile | 54 - 0 | República Checa |  |  |

| 9 de abril | Paraguay | 17 - 6 | Marruecos |  |  |

| 9 de abril | España | 72 - 0 | Costa de Marfil |  |  |

| 9 de abril | Portugal | 34 - 15 | Polonia |  |  |

### Cuartos de final 9° al 16° puesto
| 12 de abril | República Checa | 5 - 36 | Marruecos |  |  |

| 12 de abril | Hong Kong | 0 - 54 | Ucrania |  |  |

| 12 de abril | Costa de Marfil | 18 - 41 | Polonia |  |  |

| 12 de abril | Lituania | 15 - 11 | Estados Unidos |  |  |

### Cuartos de final 1° al 8° puesto
| 12 de abril | Uruguay | 47 - 3 | Alemania |  |  |

| 12 de abril | Túnez | 8 - 3 | Bélgica |  |  |

| 12 de abril | Chile | 46 - 13 | Paraguay |  |  |

| 12 de abril | España | 3 - 31 | Portugal |  |  |

### Semifinal 13° al 16° puesto
| 15 de abril | Hong Kong | 10 - 25 | Estados Unidos |  |  |

| 15 de abril | República Checa | 33 - 3 | Costa de Marfil |  |  |

### Semifinal 9° al 12° puesto
| 15 de abril | Ucrania | 11 - 7 | Lituania |  |  |

| 15 de abril | Marruecos | 37 - 17 | Polonia |  |  |

### Semifinal 5° al 8° puesto
| 15 de abril | Alemania | 7 - 22 | Bélgica |  |  |

| 15 de abril | Paraguay | 12 - 15 | España |  |  |

### Semifinales Campeonato
| 15 de abril | Uruguay | 14 - 6 | Túnez |  |  |

| 15 de abril | Chile | 22 - 14 | Portugal |  |  |

### 15° puesto
| 19 de abril | Hong Kong | No disputado | Costa de Marfil |  |  |

### 13° puesto
| 19 de abril | Estados Unidos | 33 - 15 | República Checa |  |  |

### 11° puesto
| 19 de abril | Polonia | 25 - 10 | Lituania |  |  |

### 9° puesto
| 19 de abril | Ucrania | 10 - 24 | Marruecos |  |  |

### 7° puesto
| 19 de abril | Alemania | 17 - 24 | Paraguay |  |  |

### Quinto puesto
| 19 de abril | Bélgica | 3 - 33 | España |  |  |

### Tercer puesto
| 19 de abril | Portugal | 15 - 15 | Túnez |  |  |

### Final
| 19 de abril | Chile | 19 - 19 (P) | Uruguay |  |  |

| Bandera de Uruguay |
| Campeón Uruguay    |
| Primer título      |